# ラフ族
ラフ族（中国語：拉祜族；ピンイン： Lāhùzú；彼ら自身の呼び方： Ladhulsi、Kawzhawd；ベトナム語： Người La Hủ / 𠊛羅詡）は、東南アジアに暮らす少数民族グループのひとつ。
「ラフ」とは、火で虎（ラ）を焼く（フ）という意味。
中華人民共和国の公式に認定されている56の少数民族のうちのひとつで、雲南省に45万人が暮らすと言われている。ミャンマーに15万人暮らす。タイには10万人が暮らし、6ある山岳民族のうちのひとつである。ラオスに1万人。ベトナムでは12,113人が暮らし、54の民族グループのうちのひとつ。
従前、焼畑農業を基軸とした生活を続けてきたが、なかには定置型農業を学ぶものも出ている。独自の民族色を保ちながら次世代に定置農業を教えようとする者もおり、独自の農業学校なども生まれている。一方で、農業自体から離れタイの都市部に出て働くラフ族も多い。
言語的には、ロロ諸語のひとつであるラフ語を話す。ラフ語の基本構文は日本語と同じくSOV型をとり、文法や発音が容易なため、山岳民族間のリングワ・フランカの様相を呈している。

## 中国の自治地方

### 自治県
- 雲南省
  - 双江ラフ族ワ族プーラン族タイ族自治県
  - 鎮沅イ族ハニ族ラフ族自治県
  - 瀾滄ラフ族自治県
  - 孟連タイ族ラフ族ワ族自治県

### 民族地方
- 西盟ワ族自治県
  - 力所ラフ族郷
- 臨滄市臨翔区
  - 南美ラフ族郷
- 永徳県
  - 大雪山イ族ラフ族タイ族郷
- 鎮康県
  - 軍賽ワ族ラフ族リス族トーアン族郷
- 耿馬タイ族ワ族自治県
  - 芒洪ラフ族プーラン族郷
- 滄源ワ族自治県
  - 勐角タイ族イ族ラフ族郷
- 金平ミャオ族ヤオ族タイ族自治県
  - 者米ラフ族郷

## ミャンマーのラフ族武装勢力
ラフ族の民族武装勢力（EAO）であるラフ民主同盟の他にも、ラフ族が加わっているEAOや民兵は複数存在する。

### シャン州軍（南）とワ州連合軍
ラフ族の中にはシャン州軍 (南)（SSA-S）やワ州連合軍（UWSA）の支配地域に住んでいる者もおり、多くのラフ族の少年・若者がSSA-SやUWSAに徴兵されている。中にはそれらの組織で高官に出世している者もおり、UWSAの政治組織・ワ州連合党の副議長・ウー・ラウヤク（U Lau Yaku）はラフ族である。SSA-SもUWSAもラフ族の居住区を侵略する意図はなく、両者は平和裏に共存している。これらの地域ではケシ栽培、アヘン取引も盛んであり、SSA-SとUWSAはラフ族のケシ農家に10％のアヘン税を課している。

### ミャンマー軍傘下の民兵
記述のとおり、ラフ族の武装組織に参加するラフ族がいる一方、ピューソーティー民兵というミャンマー軍傘下の民兵組織に参加するラフ族も多くいる。彼らは麻薬の製造・密売を含む違法ビジネスに関わっており、中緬国境にあった詐欺団地を泰緬国境に移転する際に、手助けを行ったと言われている。ただし彼らは地元のケシ農家からアヘン税を徴収しない。